# Kobylnice (district de Brno-Campagne)
Pour les articles homonymes, voir Kobylnice.
Kobylnice (en allemand : Kobelnitz) est une commune du district de Brno-Campagne, dans la région de Moravie-du-Sud, en République tchèque. Sa population s'élevait à 1 150 habitants en 2020.

## Géographie
Kobylnice se trouve à 5 km au nord-ouest de Újezd u Brna, à 12 km au sud-est de Brno et à 196 km au sud-est de Prague.
La commune est limitée par Šlapanice et Ponětovice au nord, par Prace à l'est, par Sokolnice au sud et par Brno à l'ouest.

## Histoire
La première mention écrite de la localité date de 1306.